# Мамыртобе
Мамыртобе (каз. Мамыртөбе) — село в Рыскуловском районе Жамбылской области Казахстана. Входит в состав Корагатинского сельского округа. Код КАТО — 315037700.

## Население
В 1999 году население села составляло 199 человек (104 мужчины и 95 женщин). По данным переписи 2009 года, в селе проживало 186 человек (93 мужчины и 93 женщины).